# Paúl Marret
Willer Paúl Marret Acosta (n. Guayaquil, Guayas, Ecuador; 25 de mayo de 1995) es un futbolista ecuatoriano. Juega de delantero y su equipo actual es Atlético Santo Domingo de la Serie B de Ecuador.

## Trayectoria
Empezó su carrera futbolística en el equipo guayaquileño de Calvi Fútbol Club en el año 2012, se formó e hizo las formativas en equipos y escuelas de fútbol de su ciudad natal, la sub-14, la sub-16, la sub-18 en 2012. Por finales del 2012 tuvo un paso por la Universidad Técnica de Cotopaxi de la Serie B, en la sub-20 y luego en el equipo principal.
En 2013 estuvo primero tres meses con Independiente del Valle en la sub-20, luego llegó al Club Deportivo Quevedo que había alcanzado el ascenso a la Serie A la temporada pasada como subcampeón, bajo el mando de Raúl Duarte tuvo su debut en el primer equipo en la máxima categoría del fútbol ecuatoriano el 4 de mayo de 2013, en el partido de la fecha 14 de la primera etapa 2013 ante el Manta Fútbol Club, fue titular aquel partido que terminó en victoria quevedeña por 3–0. Precisamente en dicho partido marcó su primer gol en la Serie A, convirtió el primer gol a los 24 minutos de partido. Además ese año le anotó a Macará.
A principios de 2014 sus derechos deportivos son adquiridos por el Club Deportivo Ciudadelas del Norte, la primera cesión a préstamo también fue su primera experiencia internacional, fichó el Fudbalski Klub Dečić Tuzi de la Primera División de Montenegro, un equipo recién ascendido a la máxima división de dicho país, actuó en 6 ocasiones y anotó un gol. En 2015 después del regresar del préstamo llegó a la reserva de Barcelona Sporting Club.
En 2016 estuvo en 2 equipos la primera parte del año en Mushuc Runa Sporting Club que jugaba en la Serie A y desde julio en Galácticos Fútbol Club de la Segunda Categoría de Manabí. En 2017 pasó brevemente por River Ecuador, desde agosto de 2017 y por un año estuvo en Liga Deportiva Universitaria de Loja donde jugó 32 partidos y anotó 4 goles, fue decisivo para el equipo lojano.
En la temporada 2019 llegó a Técnico Universitario donde la confianza del entrenador Fabián Frías le permitió jugar varios partidos y marcó un gol en la LigaPro Banco Pichincha, también jugó por Copa Ecuador. A mitad de temporada cambió a Macará de Ambato y para 2020 llega a Santa Rita.
En 2021 fichó por el recién ascendido a la Serie B, Cumbayá Fútbol Club de la ciudad de Quito. A mitad de ese año regresó a Ambato para vestir nuevamente la camiseta de Técnico Universitario. En 2022 fichó por el club azuayo de Segunda Categoría, Aviced Fútbol Club, jugó tres partidos y anotó la misma cantidad de goles. En julio de ese año cambió de club fichando por Atlético Santo Domingo de Serie B.

## Estadísticas

### Clubes
Actualizado al último partido disputado el 27 de julio de 2022.
| Club                             | Div.          | Temporada     | Liga  | Liga  | Copas nacionales | Copas nacionales | Copas internacionales | Copas internacionales | Total | Total |
| Club                             | Div.          | Temporada     | Part. | Goles | Part.            | Goles            | Part.                 | Goles                 | Part. | Goles |
| -------------------------------- | ------------- | ------------- | ----- | ----- | ---------------- | ---------------- | --------------------- | --------------------- | ----- | ----- |
| Calvi · Ecuador                  | 3.ª           | 2011          | 10    | 2     | Inexistentes     | Inexistentes     | Inexistentes          | Inexistentes          | 10    | 2     |
| Calvi · Ecuador                  | Total         | Total         | 10    | 2     | 0                | 0                | 0                     | 0                     | 10    | 2     |
| UTC · Ecuador                    | 2.ª           | 2012          | 4     | 1     | Inexistentes     | Inexistentes     | Inexistentes          | Inexistentes          | 4     | 1     |
| UTC · Ecuador                    | Total         | Total         | 4     | 1     | 0                | 0                | 0                     | 0                     | 4     | 1     |
| Deportivo Quevedo · Ecuador      | 1.ª           | 2013          | 23    | 7     | Inexistentes     | Inexistentes     | Inexistentes          | Inexistentes          | 23    | 7     |
| Deportivo Quevedo · Ecuador      | Total         | Total         | 23    | 7     | 0                | 0                | 0                     | 0                     | 23    | 7     |
| Dečić Tuzi · Montenegro          | 1.ª           | 2014          | 6     | 1     | —                | —                | Inexistentes          | Inexistentes          | 6     | 1     |
| Dečić Tuzi · Montenegro          | Total         | Total         | 6     | 1     | 0                | 0                | 0                     | 0                     | 6     | 1     |
| Mushuc Runa · Ecuador            | 1.ª           | 2016          | 7     | 1     | Inexistentes     | Inexistentes     | Inexistentes          | Inexistentes          | 7     | 1     |
| Mushuc Runa · Ecuador            | Total         | Total         | 7     | 1     | 0                | 0                | 0                     | 0                     | 7     | 1     |
| Galácticos F. C. · Ecuador       | 3.ª           | 2016          | 13    | 3     | Inexistentes     | Inexistentes     | Inexistentes          | Inexistentes          | 13    | 3     |
| Galácticos F. C. · Ecuador       | Total         | Total         | 13    | 3     | 0                | 0                | 0                     | 0                     | 13    | 3     |
| River Ecuador · Ecuador          | 1.ª           | 2017          | 1     | 1     | Inexistentes     | Inexistentes     | Inexistentes          | Inexistentes          | 1     | 1     |
| River Ecuador · Ecuador          | Total         | Total         | 1     | 1     | 0                | 0                | 0                     | 0                     | 1     | 1     |
| Liga de Loja · Ecuador           | 2.ª           | 2017          | 16    | 2     | Inexistentes     | Inexistentes     | Inexistentes          | Inexistentes          | 16    | 2     |
| Liga de Loja · Ecuador           | 2.ª           | 2018          | 16    | 2     | Inexistentes     | Inexistentes     | Inexistentes          | Inexistentes          | 16    | 2     |
| Liga de Loja · Ecuador           | Total         | Total         | 32    | 4     | 0                | 0                | 0                     | 0                     | 32    | 4     |
| Técnico Universitario · Ecuador  | 1.ª           | 2018          | 21    | 3     | Inexistentes     | Inexistentes     | Inexistentes          | Inexistentes          | 21    | 3     |
| Técnico Universitario · Ecuador  | 1.ª           | 2019          | 8     | 1     | —                | —                | Inexistentes          | Inexistentes          | 8     | 1     |
| Técnico Universitario · Ecuador  | 1.ª           | 2021          | 12    | 0     | —                | —                | Inexistentes          | Inexistentes          | 12    | 0     |
| Técnico Universitario · Ecuador  | Total         | Total         | 41    | 4     | 0                | 0                | 0                     | 0                     | 41    | 4     |
| Macará · Ecuador                 | 1.ª           | 2019          | 1     | 0     | 1                | 0                | Inexistentes          | Inexistentes          | 2     | 0     |
| Macará · Ecuador                 | Total         | Total         | 1     | 0     | 1                | 0                | 0                     | 0                     | 2     | 0     |
| Santa Rita · Ecuador             | 2.ª           | 2020          | 15    | 5     | —                | —                | Inexistentes          | Inexistentes          | 15    | 5     |
| Santa Rita · Ecuador             | Total         | Total         | 15    | 5     | 0                | 0                | 0                     | 0                     | 15    | 5     |
| Cumbayá F. C. · Ecuador          | 2.ª           | 2021          | 2     | 0     | —                | —                | Inexistentes          | Inexistentes          | 2     | 0     |
| Cumbayá F. C. · Ecuador          | Total         | Total         | 2     | 0     | 0                | 0                | 0                     | 0                     | 2     | 0     |
| Aviced · Ecuador                 | 3.ª           | 2022          | 3     | 3     | —                | —                | Inexistentes          | Inexistentes          | 3     | 3     |
| Aviced · Ecuador                 | Total         | Total         | 3     | 3     | 0                | 0                | 0                     | 0                     | 3     | 3     |
| Atlético Santo Domingo · Ecuador | 2.ª           | 2022          | 1     | 1     | —                | —                | Inexistentes          | Inexistentes          | 1     | 1     |
| Atlético Santo Domingo · Ecuador | Total         | Total         | 1     | 1     | 0                | 0                | 0                     | 0                     | 1     | 1     |
| Total carrera                    | Total carrera | Total carrera | 159   | 33    | 1                | 0                | 0                     | 0                     | 160   | 33    |